# Мис Доброї Надії
34°21′29″ пд. ш. 18°28′19″ сх. д. / 34.35806° пд. ш. 18.47194° сх. д.
Мис До́брої Наді́ї (англ. The Cape of Good Hope; афр. Kaap die Goeie Hoop) — скелястий мис, розташований у Південно-Африканській Республіці неподалік Кейптауна.
Він не є найпівденнішою точкою Африки, але берегова лінія Африканського континенту тут уперше повертає на схід, відкриваючи прохід з Атлантичного океану в Індійський. Зараз мис Доброї Надії — крута скеля.

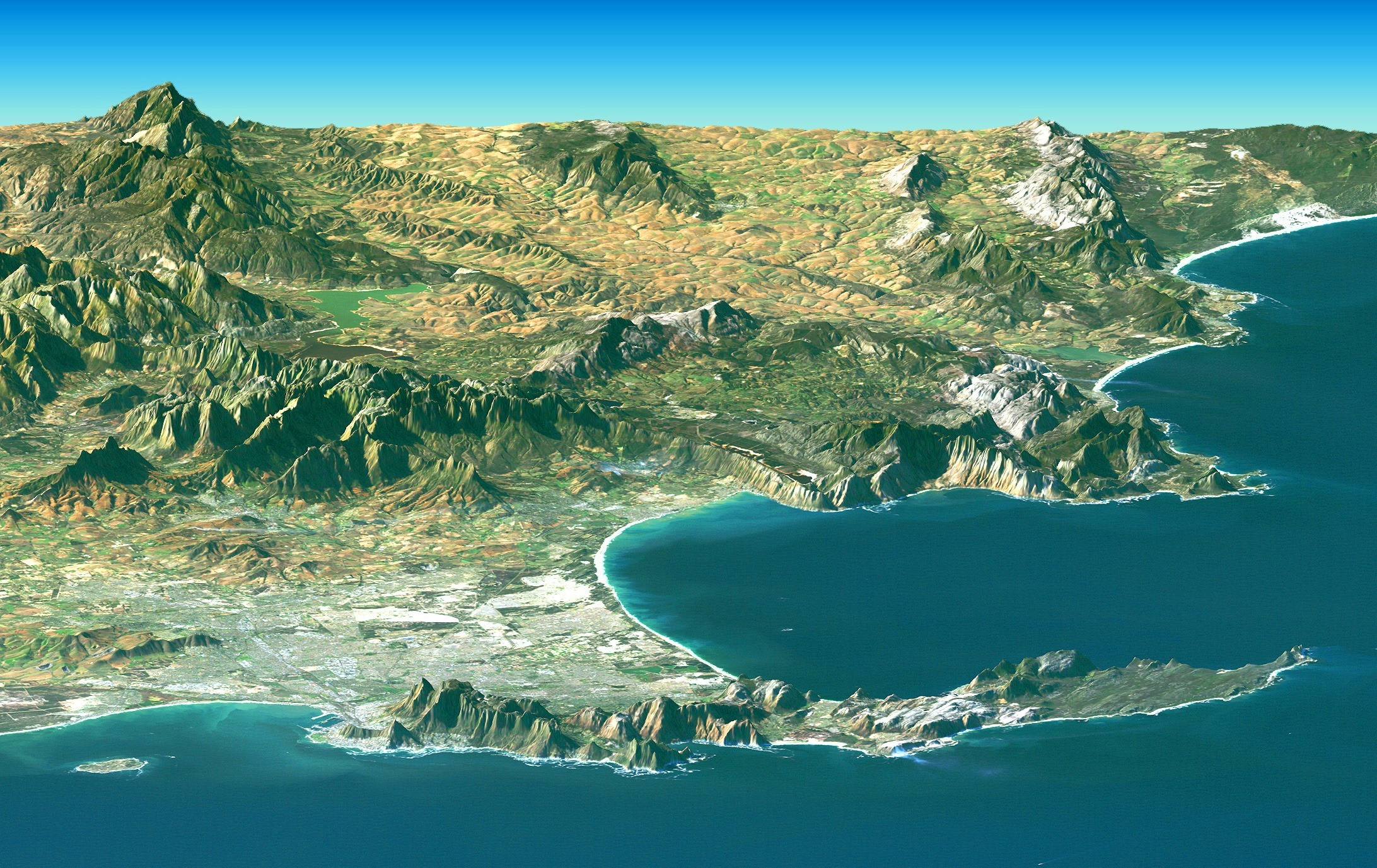
Вигляд мису Доброї Надії із супутника (перспектива спотворена)

Будучи одним із великих мисів південної частини Атлантичного океану, мис Доброї Надії здавна мав особливе значення для моряків, багато з яких називали його просто «мисом». Це проміжна точка на Cape Route та маршруті кліпера, за яким прямують кораблі-кліпери до Далекого Сходу та в Австралію, а також кілька морських перегонів на яхтах.
Термін «Мис Доброї Надії» також використовується ще трьома способами:
- Це ділянка національного парку Столова гора, в межах якого впадає однойменний мис, а також мис Кейп-Пойнт. До включення в національний парк ця ділянка була природним заповідником Кейп-Пойнт[2].
- Це була назва першої Капської колонії, заснованої Голландською Ост-Індською компанією в 1652 році на Кейпському півострові.
- Незадовго до створення Південно-Африканського Союзу цей термін стосувався всього регіону, який у 1910 році мав стати провінцією Мису Доброї Надії (зазвичай скорочено до Капської провінції).

## Історія освоєння європейцями
У 1488 році мис Доброї Надії було відкрито португальським мореплавцем Бартоломеу Діашем і названо мисом Бур. Проте португальський король Жуан II перейменував мис, сподіваючись на те, що невдовзі буде відкрито морський шлях до Індії.
У 1497 році Васко да Гама, оминувши мис Доброї Надії, був першим європейцем, хто дійшов до Індійського океану. Уряд Португалії встановив два навігаційні маяки на честь Васко да Ґами та Бартоломеу Діаша.
6 квітня 1652 року на мис Доброї Надії прибула експедиція під керівництвом голландця Яна ван Рібека. Її метою було будівництво форту як тимчасового притулку для кораблів, що пливуть до Індії. Майбутній Кейптаун зводився поволі, допоки будівельникам не було надано право заводити власні ферми. Широко використовувалася і праця рабів. Коли через 10 років потому ван Рібек залишив мис, перше біле поселення в Південній Африці налічувало понад 100 колоністів.
31 грудня 1687 року на мис прибули гуґеноти з Голландії, які тікали від релігійного переслідування з Франції. Багато з гуґенотів знайшли роботу в Кейптауні та Капській колонії, що розросталася. Уряд Голландії продовжував заохочувати імміграцію гуґенотів, аж поки колонія не розрослася на сотні кілометрів на північ і північний захід.
Велика Британія окупувала Капську колонію в 1795 році (перша окупація), але залишила територію в 1803 році. Англійці остаточно повернулися 19 січня 1806 року (друга окупація). За Англо-голландською угодою 1814 року ця територія остаточно перейшла у володіння Великої Британії. Капська провінція залишалася в британському володінні аж до проголошення Південноафриканського Союзу (зараз ПАР) у 1910 році.